# Imperiali (familie)

Het huis Imperiali (of Imperiale) is een Italiaanse adellijke familie afkomstig uit de Republiek Genua.
De familie heette oorspronkelijk Tartaro; omwille van de connotaties van die naam met de Saracenen en Tataren kreeg ze van de Byzantijnse keizer Andronicus II de machtiging om de geslachtsnaam te veranderen in Imperiali.
De familie maakte deel uit van de oligarchie die de Genuese republiek bestuurden.
De familie leverde onder andere vier doges van Genua en drie kardinalen.
De familie splitste zich op in drie takken:
- Imperiali di Sant'Angelo
- Imperiali di Francavilla
- Imperiali di Latiano

## Belgische tak
Giovanni Antonio Imperiali (1835-1909), uit de tak van de prinsen van Francavilla, vestigde zich in België en trouwde in 1870 met Elisabeth d'Hemricourt de Grünne.
Hun enige zoon, Pierre Guillaume Imperiali, werd in 1902 opgenomen in de Belgische adel, met de titel markies.
De Beauffort · De Mérode · De Trazegnies · Du Parc Locmaria · Imperiali · De Radiguès · Ruffo de Bonneval de la Fare · Van der Noot · d'Yve

 Geslachten die tot de wettelijke adel van het Koninkrijk België behoren of hebben behoord.  